# Elettroricezione

Elettrorecettori (ampolle di Lorenzini) e canali lineari laterali nella testa di uno squalo.

L'elettroricezione è la capacità biologica di percepire stimoli elettrici naturali. È stata osservata quasi esclusivamente in animali acquatici o anfibi, poiché l'acqua salata è un conduttore migliore dell'aria; le eccezioni attualmente note sono i monotremi (echidne e ornitorinchi), scarafaggi e api. L'elettroricezione viene utilizzata per l'elettrolocalizzazione (rilevamento di oggetti) e per l'elettrocomunicazione.

## Panoramica

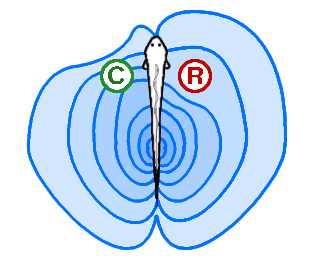
Elettrolocalizzazione attiva. Gli oggetti conduttivi concentrano il campo e gli oggetti resistivi lo diffondono.

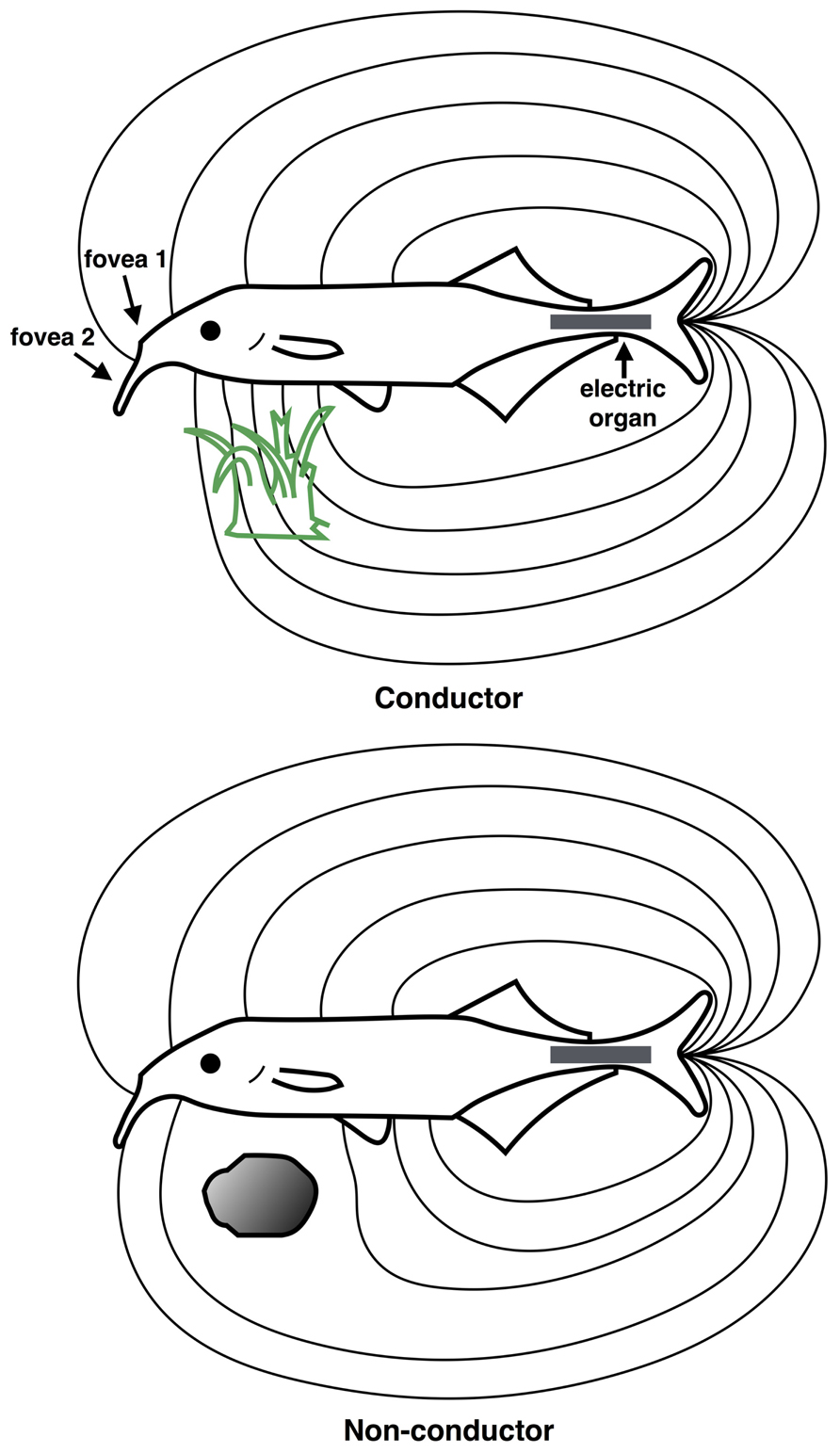
Per i pesci elefanti (qui lo Gnathonemus) il campo elettrico emana da un organo elettrico nella regione della coda (rettangolo grigio). Viene rilevato dalle aree elettrorecettive della pelle, utilizzando due pozzi elettrici (fovee) per cercare e ispezionare attivamente gli oggetti. Vengono mostrate le distorsioni del campo create da due diversi tipi di oggetti: una pianta che conduce meglio dell'acqua, sopra (verde) e una pietra non conduttrice, sotto (grigio).

Fino a poco tempo fa, l'elettroricezione era nota solo nei vertebrati. Ricerche recenti hanno dimostrato che le api possono rilevare la presenza e il modello di una carica statica sui fiori. L'elettroricezione si trova nelle lamprede, nei pesci cartilaginei (squali, razze, chimere), nei pesci polmonati, nei polipteridi, nei celacanti, negli storioni, nei pesci spatola, nei pesci gatto, nei gimnotiformi, nei pesci elefanti, nei monotremi e almeno in una specie di cetacei. Gli organi elettrorecettori di tutti questi gruppi sono derivati embriologicamente da un sistema di meccanorecettori. Nei pesci si sono sviluppati dalle linee laterali. Nella maggior parte dei gruppi l'elettroricezione è passiva, dove viene usata prevalentemente nella predazione. Due gruppi di pesci teleostei sono debolmente elettrici e si impegnano nell'elettroricezione attiva; i pesci spada neotropicali (Gimnotiformi) e i pesci elefanti africani (Notopteroidei). Una rara eccezione terrestre è l'echidna dal becco lungo occidentale che ha circa 2.000 elettrorecettori sul suo becco, contro i 40.000 del suo parente monotremico semi-acquatico, l'ornitorinco dal becco d'anatra.

## Elettrolocalizzazione
Gli animali elettrorecettivi usano questo senso per localizzare gli oggetti intorno a loro. Questo è importante nelle nicchie ecologiche in cui l'animale non può dipendere dalla visione: per esempio nelle caverne, nell'acqua torbida e di notte. Molti pesci usano campi elettrici per rilevare le prede sepolte. Alcuni embrioni e cuccioli di squalo "si congelano" quando rilevano il caratteristico segnale elettrico dei loro predatori. È stato proposto che gli squali possano usare il loro senso elettrico acuto per rilevare il campo magnetico terrestre rilevando le deboli correnti elettriche indotte dal loro nuoto o dal flusso delle correnti oceaniche. Il comportamento di deambulazione degli scarafaggi può essere influenzato dalla presenza di un campo elettrico statico: a loro piace evitare il campo elettrico.Anche i bruchi del cavolo sono anche conosciuti per evitare i campi elettrici.

### Elettrolocalizzazione attiva
Nell'elettrolocalizzazione attiva, l'animale percepisce il suo ambiente circostante generando campi elettrici e rilevando le distorsioni in questi campi usando gli organi elettrorecettori. Questo campo elettrico è generato per mezzo di un organo elettrico specializzato costituito da muscoli o nervi modificati. Questo campo può essere modulato in modo che la sua frequenza e la sua forma d'onda siano uniche per la specie e, talvolta, l'individuo (vedi Risposta per evitare interferenze). Gli animali che usano l'elettroricezione attiva includono i pesci debolmente elettrici, che generano piccoli impulsi elettrici (chiamati "tipo a impulsi") o producono una scarica quasi sinusoidale dall'organo elettrico (chiamato "tipo a onda"). Questi pesci creano un potenziale che di solito è più piccolo di un volt. Pesci debolmente elettrici possono discriminare tra oggetti con differenti valori di resistenza e capacitanza, che possono aiutare a identificare l'oggetto. L'elettroricezione attiva ha in genere un intervallo di circa una lunghezza del corpo, sebbene gli oggetti con un'impedenza elettrica simile a quella dell'acqua circostante siano quasi irrilevabili.

### Elettrolocalizzazione passiva
Nell'elettrolocalizzazione passiva, l'animale percepisce i deboli campi bioelettrici generati da altri animali e li usa per localizzarli. Questi campi elettrici sono generati da tutti gli animali a causa dell'attività dei loro nervi e muscoli. Una seconda fonte di campi elettrici nei pesci è la pompa ionica associata all'osmoregolazione della membrana branchiale. Questo campo è modulato dall'apertura e dalla chiusura delle fessure della bocca e delle branchie. Molti pesci che predano i pesci elettrofori utilizzano le scariche delle loro prede per rilevarli. Ciò ha spinto la preda ad evolvere segnali di frequenze più complesse o più alte che sono più difficili da rilevare.
L'elettroricezione passiva viene effettuata esclusivamente da elettrorecettori ampollari nei pesci. È sintonizzata su segnali a bassa frequenza (sotto uno fino a decine di Hertz).
I pesci usano l'elettroricezione passiva per integrare o sostituire gli altri sensi quando rilevano prede e predatori. Negli squali, il solo rilevamento di un dipolo elettrico è sufficiente a indurli a provare a mangiarlo.

## Elettrocomunicazione
I pesci debolmente elettrici possono anche comunicare modulando la forma d'onda elettrica che generano, una capacità nota come elettrocomunicazione. Essi possono usare questa capacità per attirare i potenziali partner nell'accoppiamento e per marcare il territorio. Alcune specie di pesce gatto usano le loro scariche elettriche solo in esibizioni legate a comportamenti agonistici.
In una specie di Brachyhypopomus (un genere di pesci fluviali sudamericani appartenenti alla famiglia Hypopomidae, comunemente noti come pesci coltello dal naso smussato), il modello di scarica elettrica è simile alla scarica elettrolocalizzativa a bassa tensione dell'anguilla elettrica. Si ipotizza che sia una forma di mimetismo batesiano dell'anguilla elettrica potentemente protetta.

## Meccanismo sensoriale
L'elettroricezione attiva si basa su elettrorecettori tuberosi sensibili agli stimoli ad alta frequenza (20-20.000 Hz). Questi recettori hanno un gruppo sciolto di cellule epiteliali che accoppia capacitivamente le cellule dei recettori sensoriali all'ambiente esterno. L'elettroricezione passiva, tuttavia, si basa su recettori ampollari sensibili agli stimoli a bassa frequenza (sotto i 50 Hz). Questi recettori hanno un canale riempito di gelatina che porta dai recettori sensoriali alla superficie della pelle. I pesci elettrici mormiridi dell'Africa usano recettori tuberosi noti come Knollenorgans per rilevare i segnali di comunicazione elettrica.

## Esempi

### Squali e razze
Squali e razze (membri della sottoclasse Elasmobranchii), come lo squalo limone, dipendono fortemente dall'elettrolocalizzazione nelle fasi finali dei loro attacchi, come dimostra la robusta risposta in termini di alimentazione provocata da campi elettrici simili a quelli delle loro prede. Gli squali sono gli animali noti più sensibili all'elettricità, che rispondono ai campi CC di appena 5 nV/cm.
I sensori di campo elettrico degli squali sono chiamati ampolle di Lorenzini. Sono costituiti da cellule elettrorecettrici collegate all'acqua di mare da pori sul loro muso e su altre zone della testa. Un problema con i primi cavi telegrafici sottomarini era il danno causato dagli squali che percepivano i campi elettrici prodotti da questi cavi. È possibile che gli squali possano usare il campo magnetico terrestre per navigare negli oceani servendosi di questo senso.

### Pesci ossei
L'anguilla elettrica (in realtà un pesce coltello, non un'anguilla), oltre alla sua capacità di generare scosse elettriche ad alta tensione, utilizza impulsi a bassa tensione per la navigazione e il rilevamento delle prede nel suo habitat torbido. Questa abilità è condivisa con altri Gimnotiformi.

### Monotremi

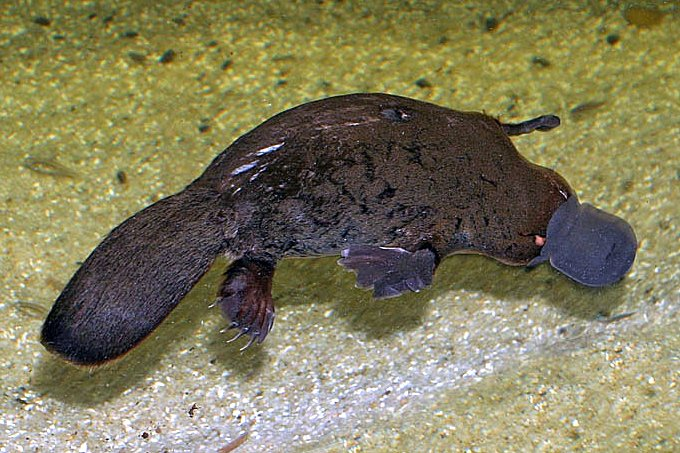
L'ornitorinco è un mammifero dei monotremi che usa l'elettroricezione.

I monotremi sono l'unico gruppo di mammiferi terrestri noto per aver evoluto l'elettroricezione. Mentre gli elettrocettori dei pesci e degli anfibi si sono evoluti da organi di linea laterale meccanosensoriale, quelli dei monotremi sono basati su ghiandole cutanee innervate dai nervi trigeminali. Gli elettrorecettori dei monotremi consistono in terminazioni nervose libere situate nelle ghiandole mucose del muso. Tra i monotremi, l'ornitorinco (Ornithorhynchus anatinus) ha il senso elettrico più acuto. L'ornitorinco ha quasi 40.000 elettrorecettori disposti in una serie di strisce lungo il becco, che probabilmente aiuta la localizzazione della preda. Il sistema elettrorecettivo dell'ornitorinco è altamente direzionale, con l'asse della massima sensibilità che punta verso l'esterno e verso il basso. Facendo movimenti di testa a breve latenza chiamati "saccadi" durante il nuoto, gli ornitorinchi espongono costantemente la parte più sensibile del loro becco allo stimolo per localizzare la preda il più accuratamente possibile. L'ornitorinco sembra utilizzare l'elettroricezione insieme ai sensori di pressione per determinare la distanza fino alla preda dal ritardo tra l'arrivo dei segnali elettrici e le variazioni di pressione nell'acqua.
Le capacità elettrorecettive delle due specie di echidna (che sono terrestri) sono molto più semplici. Le echidne dal becco lungo (genere Zaglossus) possiedono solo 2.000 recettori e le echidne dal becco corto (Tachyglossus aculeatus) ne hanno appena 400 concentrati nella punta del muso. Questa differenza può essere attribuita al loro habitat e ai metodi di alimentazione. Le echidne occidentali dal becco lungo vivono in foreste tropicali umide dove si nutrono di lombrichi in lettiere umide, quindi il loro habitat è probabilmente favorevole alla ricezione di segnali elettrici. Contrariamente a questo è l'habitat vario ma generalmente più arido del loro parente dal becco corto che si nutre principalmente di termiti e formiche nei nidi; l'umidità in questi nidi consente presumibilmente l'uso dell'elettroricezione nella caccia alle prede sepolte, particolarmente dopo le piogge. Esperimenti hanno dimostrato che le echidne possono essere addestrate per rispondere a deboli campi elettrici in acqua e nel terreno umido. Si ipotizza che il senso elettrico dell'echidna sia un residuo evolutivo di un antenato simile all'ornitorinco.

### Delfini
I delfini hanno evoluto l'elettroricezione in strutture diverse da quelle di pesci, anfibi e monotremi. Le cripte vibrissali senza peli sul rostro del delfino della Guiana (Sotalia guianensis), originariamente associate ai baffi dei mammiferi, sono in grado di elettrorecezione già a 4,8 μV/cm, sufficienti a rilevare piccoli pesci. Questo è paragonabile alla sensibilità degli elettrorecettori nell'ornitorinco. A giugno 2013, queste cellule erano state descritte solo in un esemplare di delfino.

### Api
Le api raccolgono una carica statica positiva mentre volano in aria. Quando un'ape visita un fiore, la carica depositata sul fiore impiega un po' a penetrare nel terreno. Le api possono rilevare sia la presenza che il modello di campi elettrici sui fiori, e utilizzare queste informazioni per sapere se un fiore è stato recentemente visitato da un'altra ape ed è quindi probabile che abbia una concentrazione ridotta di nèttare. Gli animali rilevano i campi elettrici attraverso l'aria isolante mediante la meccanoricezione, non l'elettroricezione. Le api percepiscono i cambiamenti del campo elettrico attraverso gli organi di Johnston nelle loro antenne e probabilmente in altri meccanorecettori. Essi distinguono diversi modelli temporali e li apprendono. Durante la loro danza, le api domestiche sembrano usare il campo elettrico che emana dalle api danzanti per la comunicazione a distanza.

## Effetti sulla fauna selvatica
È stato affermato che i campi elettromagnetici generati da piloni e alberi hanno effetti negativi sulla fauna selvatica; una lista di 153 riferimenti a questo è stata pubblicata.